# Grzegorz Nowaczyk
Grzegorz Nowaczyk (ur. 3 marca 1966 w Elblągu) – polski polityk, samorządowiec, w latach 2007–2010 członek zarządu województwa warmińsko-mazurskiego, w latach 2010–2013 prezydent Elbląga.

## Życiorys
Ukończył studia na Wydziale Prawa i Administracji Uniwersytetu Gdańskiego oraz studia podyplomowe m.in. z zakresu bankowości we Frankfurcie nad Menem. Od 1991 do 1996 pracował na różnych stanowiskach w Elbrewery Co. Ltd i innych spółkach prawa handlowego. W 1996 został zastępcą wójta gminy Elbląg. W 1998 powołano go na urząd wójta tej gminy, utrzymał to stanowisko po wyborach bezpośrednich w 2002 i 2006. W 2004 bezskutecznie kandydował z listy Prawa i Sprawiedliwości do Parlamentu Europejskiego.
Później przystąpił do Platformy Obywatelskiej. Z jej listy 2007 bez powodzenia kandydował do Sejmu, a następnie wszedł w skład zarządu województwa warmińsko-mazurskiego w miejsce Adama Żylińskiego, wybranego do Sejmu VI kadencji.
W 2010 został kandydatem PO na stanowisko prezydenta Elbląga w wyborach samorządowych. W pierwszej turze wyborów uzyskał ponad 13 tys. głosów (ok. 36%), zajmując 1. miejsce spośród 5 kandydatów i przechodząc do drugiej tury wyborów razem z Henrykiem Słoniną. Został wówczas radnym miejskim; w drugiej turze wyborów prezydenckich pokonał swojego kontrkandydata. 9 grudnia 2010 został zaprzysiężony na urzędzie prezydenta.
14 kwietnia 2013 w wyniku referendum lokalnego został odwołany ze stanowiska (większością 96% spośród ok. 24 tys. głosujących). Zakończył urzędowanie z dniem publikacji wyników referendum w postaci obwieszczenia wojewody w dzienniku urzędowym 16 kwietnia 2013. Kilka dni później zrezygnował z kierowania elbląskimi strukturami PO.